# Karlos Rischbieter
Karlos Heinz Rischbieter (Blumenau, 24 de outubro de 1927 — Curitiba, 17 de outubro de 2013) foi um engenheiro, escritor e político brasileiro. Foi ministro da Fazenda durante o governo João Figueiredo, entre março de 1979 e janeiro de 1980.

## Biografia
Heinz iniciou sua vida estudantil em colégio de ensino alemão em sua cidade natal, Blumenau. transferido-se para o Colégio Santo Antônio, no ano de 1938 com a nacionalização do ensino promovida pelo ministério da educação de Gustavo Capanema, no governo de Getúlio Vargas.
Formou-se no curso de Engenharia civil pela Universidade Federal do Paraná (UFPR) no ano de 1952. Após graduar-se, teve passagens pela iniciativa privada e ingressou via concurso público ao funcionalismo público na  Companhia de Desenvolvimento do Paraná (CODEPAR), estatal recém-fundada como uma empresa de fomento para economia paranaense.
No ano de 1965, Heinz deixou a estatal para continuar em outro emprego de Estado. A convite do economista Roberto Campos, passou atuar como um dos assessores do Instituto Brasileiro do Café (IBC), órgão estatal que buscava melhorar a produtividade do café brasileiro e entender melhor como funcionava a diversificada produção brasileira. Sua passagem ao cargo terminou com saída de Humberto de Alencar Castelo Branco da presidência para alternância com Costa e Silva, onde voltou a trabalhar na iniciativa privada. Voltou a trabalhar para o Estado brasileiro em 1972, quando foi convidado pelo governador Parigot de Souza para assumir a presidência Banco de Desenvolvimento do Paraná (BADEP), que buscava trazer investimentos estrangeiros para o desenvolvimento do Paraná.
Em 1974, por indicação do então ministro da Educação, Ney Braga, Rischbieter assumiu a presidência da Caixa Econômica Federal, posto que exerceu até fevereiro de 1977. Deixou o cargo de presidência devido o pedido de demissão do ministro da Indústria e Comércio Severo Gomes, que criou uma crise institucional no governo, o que fez que Rischbieter fosse convidado a ser presidente de outro banco estatal, o Banco do Brasil em 1977, permanecendo no cargo até 14 de março de 1979.

### Ministério da fazenda

Karlos se tornou Ministro da Fazenda no governo de Figueiredo (imagem).

Tomou posse ao cargo de Ministro da Fazenda em 15 de março de 1979 no gabinete de João Figueiredo, em substituição ao banqueiro Mário Henrique Simonsen.
Em agosto de 1979, o ministro do Planejamento Mário Henrique Simonsen, defensor de medidas liberais de contenção do gasto público para o ajuste da economia, foi substituído no cargo pelo ministro da Agricultura, Delfim Neto, defensor de políticas em que o Estado fosse promotor do desenvolvimento econômico. Essa mudança na equipe econômica colocou Rischbieter, mais próximo a Simonsen, por possuírem ideias de um Estado menor mais ligadas ao liberalismo econômico. Tendo uma diferenças com o Delfim Neto, Rischbieter elaborou relatórios destinado a Figueiredo criticando as políticas intervencionistas do Estado na economia, fazendo duras críticas ao modelo econômico vigente idealizados por Delfim e alertando a possíveis colapsos da economia no futuro.
Esse relatório foi vazado, o que gerou um enorme desconforto para o governo federal, gerando um mal-estar principalmente entre a equipe econômica e os ministros Rischbieter e Delfim. Com o incômodo gerado no governo, Rischbieter não teve mais clima para trabalhar no governo, vendo-se obrigado a pedir demissão pelas circunstâncias, fortalecendo a equipe de Delfim, mais ligada a um Estado intervencionista. Após sua demissão, foi substituído pelo presidente do Banco Central, Ernane Galvêas.

### Anos posteriores
Após sua passagem pelo Ministério da Fazenda, voltou a trabalhar para a iniciativa privada. Só voltou a atuar no Estado em 1985, com o fim da Ditadura militar brasileira e com a ascensão de José Sarney (MDB) a presidência da República, sendo convidado para atuar como presidente do Instituto Brasileiro do Café. Sua passagem foi rápida e conturbada devido a um problema com cafeicultores que não gostavam do nome de Rischbieter para o cargo.
Novamente retornou à iniciativa privada, trabalhando como consultor para empresas de diversos filões mercantis. Na década 1990, foi representante de acionista minoritários do Banco do Brasil e continuou trabalhando como membro administrativo de empresas do ramo alimentício como a Sadia e a Batavo. Também na década de 1990, lançou seu primeiro livro chamado "Paul Garfunkel - um francês no Brasil", em edição bilíngue em português e francês em que conta a história de seu sogro, o pintor Paul Garfunkel.
Em 2008, lançou mais um livro, sua autobiografia chamada ""Fragmentos da Memória" que conta com prefácio do jornalista Mino Carta. Nele, Rischbieter elogia com ressalvas a política econômica de Lula e Guido Mantega. No ano de 2011, escreveu o livro "Outonal - Um Amor de Viagem pela Europa".

## Vida pessoal
Foi casado com a engenheira Francisca Maria Garfunkel Rischbieter, engenheira da prefeitura de Curitiba, com que teve dois filhos. Francisca morreu vitimizada por um câncer aos sessenta anos.
Em março de 1994, após ficar viúvo, Carlos Rischbieter casou-se pela segunda vez, desta vez com Rosa Maria Beltrão.

## Publicações
- Paul Garfunkel - um francês no Brasil, Editora Posigraf (1992).[26]
- Fragmentos da Memória, Travessa dos Editores (2008).[22]
- Outonal - Um Amor de Viagem pela Europa, Editora kafka (2011).[27]

## Morte
Rischbieter morreu em 2013 aos 85 anos vítima de enfisema pulmonar, após ficar alguns dias na UTI do hospital Santa Cruz, em Curitiba.